# Gelsemiaceae
Gelsemiaceae este o familie de magnoliofite (plante cu flori) din ordinul Gentianales. Familia include 3 genuri.